# Луконде, Жан-Мишель Сама
Жан-Мишель Сама Луконде (фр. Jean-Michel Sama Lukonde; род. 4 августа 1977, Париж) — государственный и политический деятель Демократической Республики Конго (ДР Конго). Родом из провинции Катанга, был назван следующим премьер-министром ДР Конго 15 февраля 2021 года. 12 апреля 2021 года объявил о формировании своего правительства. Является членом партии «Будущее Конго».

## Биография
Родился 4 августа 1977 года в Париже, по образованию инженер. Был назван следующим премьер-министром страны президентом Феликсом Чисекеди в феврале 2021 года.
До своего назначения был генеральным директором компании «Gécamines», одной из крупнейших горнодобывающих компаний в Африке и самой крупной в ДР Конго. Занимал эту должность с июня 2019 года. Ранее был заместителем генерального администратора «Национальной железнодорожной компании Конго».
Жан-Мишель Сама Луконде был одним из самых молодых депутатов в Национальной ассамблее ДР Конго, а также министром спорта и молодёжи во время президентства Жозефа Кабилы.
20 февраля 2024 года Луконде подал в отставку президенту Чисекеди после того, как он решил присоединиться к Национальной ассамблее в качестве депутата от территории Касенга, получив место на всеобщих выборах в декабре 2023 года. Он исполнял обязанности премьер-министра до формирования нового правительства, во главе с бывшим министром планирования Джудит Тулука 12 июня 2024 года.